# Tišna
Tišna (mađ. Tésenfa) je pogranično selo u južnoj Mađarskoj.
Zauzima površinu od 8,40 km četvornih.

## Zemljopisni položaj
Nalazi se na 45° 48' 47" sjeverne zemljopisne širine i 18° 7' 6" istočne zemljopisne dužine, blizu Fekete-víza, 1,5 km sjeverno od Drave i granice s Republikom Hrvatskom. Najbliže naselje u RH je Donji Miholjac, 4,5 km jugoistočno. 
Spornica je 200 m, a Cún 3 km zapadno, Kémes je 1 km sjeverozapadno, Drávacsepely je 1,5 km sjeveroistočno, Čeja je 2,5 km, a Palkanja je 4 km istočno. 

## Upravna organizacija
Upravno pripada Šikloškoj mikroregiji u Baranjskoj županiji. Poštanski broj je 7843. 

## Povijest
Područje Tišne je bila naseljeno još u pretpovijesti. Iz starorimskog doba datira Konstantinova bakrena medalja.
1346. je Tišna zabilježena u dokumentima kao Tesenfolwa, kasnije kao Thesenfalua, Thesen falwa. Ovo čisto mađarsko naselje je bilo među rijetkim iznimkama koje je to uspjelo ostati za vrijeme turske vlasti. 
Prema memorandumu iz 1696. je Tišna pripadala Nikoli Šubiću Zrinskom. Nakon toga je pripala grofu Antalu Batthyányu.

## Promet
1 km sjeverno od Tišne prolazi kroz susjedni Kémes željeznička pruga Barča – Viljan, u kojem se nalazi i najbliža željeznička postaja.

## Stanovništvo
Tišna ima 216 stanovnika (2001.). Mađari su većina. Roma je oko 3%. U selu imaju manjinsku samoupravu. Rimokatolika je 63%, kalvinista je 27%, luterana je 2% te ostalih.

## Znamenitosti
- protestantska crkva iz 19. st.
- spomenik žrtvama Drugog svjetskog rata

## Vanjske poveznice
- Tišna na fallingrain.com